# Сан Грегорио Мањо
Сан Грегорио Мањо (итал. San Gregorio Magno) је насеље у Италији у округу Салерно, региону Кампанија.
Према процени из 2011. у насељу је живело 3383 становника. Насеље се налази на надморској висини од 512 м.

## Становништво
| 1931. | 1936. | 1951. | 1961. | 1971. | 1981. | 1991. | 2001. | 2011. |
| ----- | ----- | ----- | ----- | ----- | ----- | ----- | ----- | ----- |
| 4.726 | 4.847 | 5.186 | 4.798 | 4.624 | 4.702 | 4.650 | 4.616 | 4.417 |